# Teren de fotbal

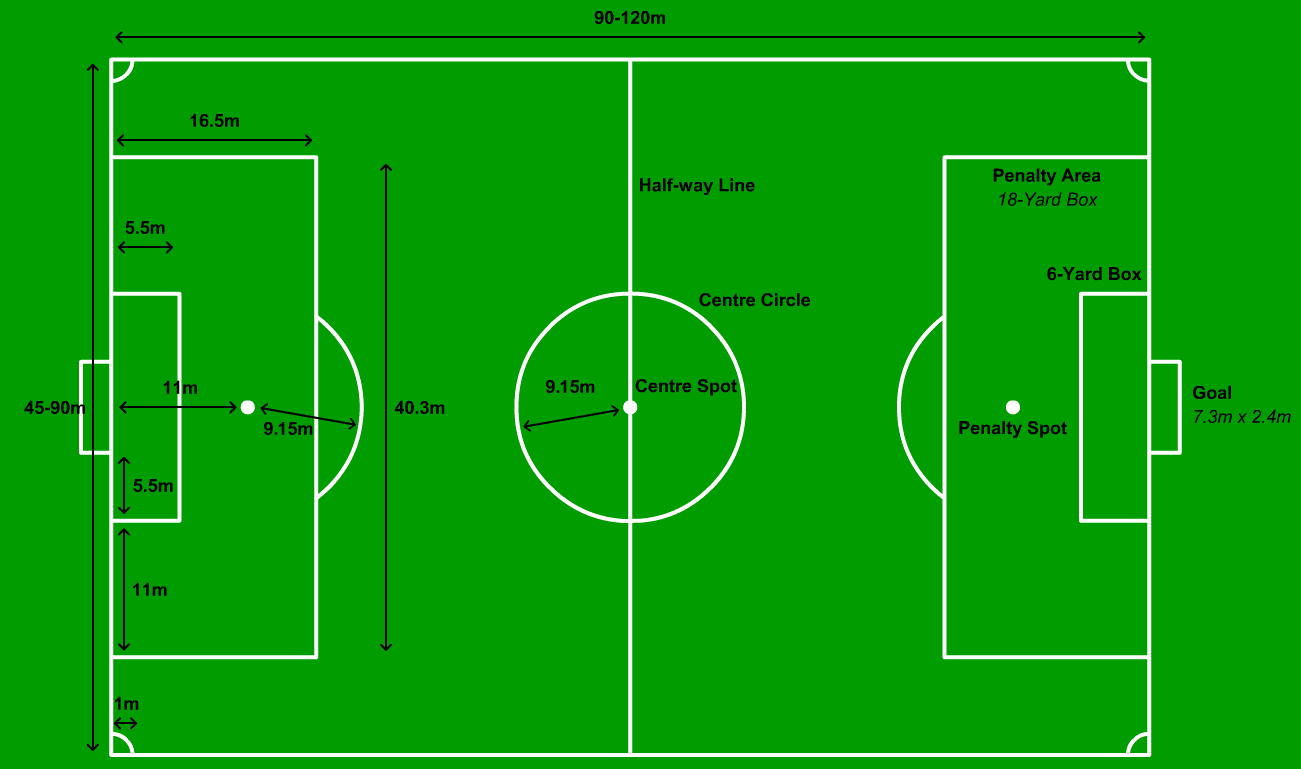
Dimensiunile standard ale terenului, cu intervale permise pentru lungime și lățime. Dimensiunea preferată pentru stadioanele multor echipe profesioniste este de 105 pe 68 de metri.

Un teren de fotbal este o suprafață plană rectangulară pe care se desfășoară jocul de fotbal. Dimensiunile și marcajele sale sunt definite de Legea 1 din Legile jocului, „Terenul de joc”. Terenul este de obicei realizat din gazon natural sau artificial, deși echipele de amatori și de agrement joacă adesea pe terenuri de pământ. Suprafețele artificiale pot fi doar de culoare verde.
Toate liniile de marcaj de pe teren fac parte din zona pe care o delimitează. De exemplu, o minge aflată pe sau deasupra liniei de margine se află încă pe terenul de joc, iar un fault comis peste linia care delimitează suprafața de pedeapsă duce la un penalti. Prin urmare, o minge trebuie să traverseze complet linia de margine pentru a fi scoasă din joc, iar o minge trebuie să traverseze complet linia porții (între stâlpii porții) pentru ca un gol să fie marcat; dacă o parte a mingii se află încă pe sau deasupra liniei, nu se acordă un gol, iar mingea este încă în joc.
Descrierile terenului care se aplică la meciurile pentru seniori sunt descrise mai jos. Datorită rolului jucat de asociațiile britanice de fotbal în istoria jocului, dimensiunile terenului de joc au fost inițial formulate și exprimate în unități imperiale. Începând din 1999, Legile jocului au preferat unitățile metrice, echivalentele imperiale fiind indicate doar între paranteze. Deoarece valorile reale nu s-au schimbat, în general, de la începutul secolului al XX-lea, acestea tind să fie numere rotunjite în unități imperiale (de exemplu, lățimea porții, neschimbată din 1863, este de 8 yarzi (7,32 metri)).

## Dimensiunile suprafeței de joc
Terenul de joc are formă rectangulară. Laturile mai scurte se numesc linii de poartă, iar laturile mai lungi se numesc linii de margine (în limba română este folosită și denumirea de „tușă”). Cele două linii de poartă au o lungime cuprinsă între 46 și 91 de metri și trebuie să fie egale. Cele două linii de margine au o lungime cuprinsă între 91 și 119 metri și trebuie să fie egale. Toate liniile de pe teren au aceeași lățime, care nu trebuie să depășească 12 centimetri. Colțurile terenului sunt marcate cu steaguri de colț.
Pentru meciurile internaționale, dimensiunile terenului sunt mai restrânse; liniile de poartă au o lungime cuprinsă între 64 și 75 de metri, iar liniile de margine au o lungime cuprinsă între 100 și 110 metri. Majoritatea terenurilor de fotbal profesionist de cel mai înalt nivel, precum cele ce aparțin echipelor de Premier League din Anglia, au o lungime cuprinsă între 102,4 și 105,2 metri și o lățime cuprinsă între 64,0 și 68,6 metri.

## Porțile

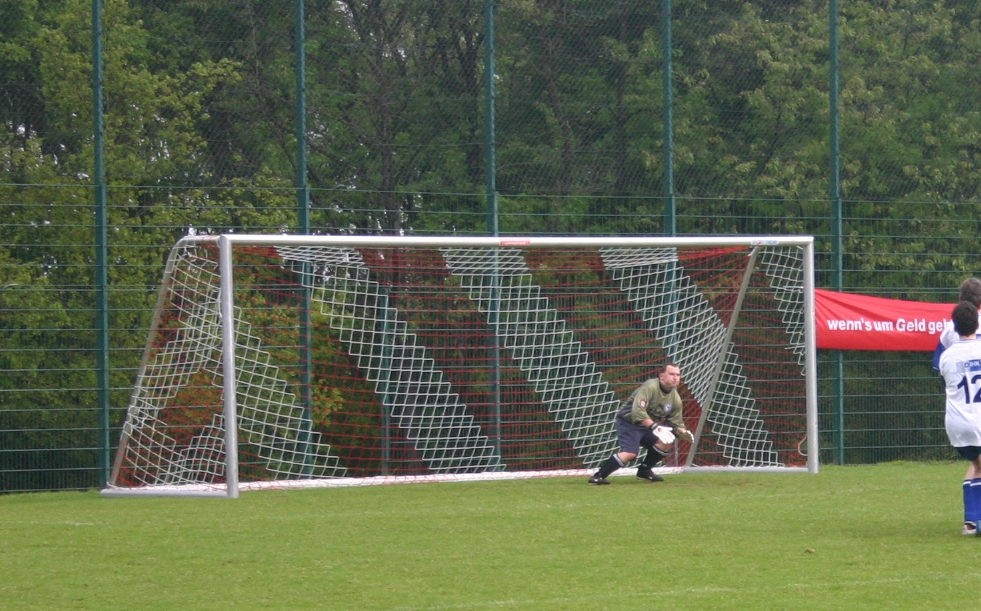
O poartă de fotbal

Porțile sunt plasate în centrul fiecărei linii de poartă. Acestea constau din doi stâlpi verticali plasați echidistant de steagurile de colț, uniți la partea superioară de o bară transversală orizontală. Distanța interioară dintre cei doi stâlpi verticali este de 7,32 de metri, iar partea inferioară a barei transversale se află la 2,44 metri de la suprafața terenului de joc. Drept urmare, suprafața la care jucătorii trag este de 17,84 metri pătrați.
Stâlpii și barele transversale trebuie să fie albe și din lemn, metal sau alt material aprobat. Regulile privind forma stâlpilor de poartă și a barelor transversale sunt ceva mai permisive, dar acestea trebuie să aibă o formă care să nu reprezinte o amenințare pentru jucători. Cu toate acestea, evoluțiile recente din domeniul științei materialelor au arătat că există o varietate de materiale care pot fi utilizate pentru acoperirea stâlpilor de poartă pentru a reduce impactul asupra jucătorilor, îmbunătățind astfel siguranța. Majoritatea acestor materiale provin din diverse amestecuri de polimeri cu proprietăți dorite.
Un gol este marcat atunci când mingea trece complet linia porții între stâlpii porții și sub bara transversală, chiar dacă un jucător aflat în apărare a atins ultima dată mingea înainte ca aceasta să treacă linia porții (a se vedea autogol). Cu toate acestea, un gol poate fi considerat ilegal (și anulat de arbitru) dacă jucătorul care a marcat sau un membru al echipei sale comite o infracțiune în conformitate cu oricare dintre legi între momentul în care mingea a fost scoasă anterior din joc și marcarea golului.
Dimensiunea unei porți de fotbal pentru juniori este de aproximativ jumătate din dimensiunea unei porți de fotbal pentru seniori.

## Suprafețele de pedeapsă și de poartă

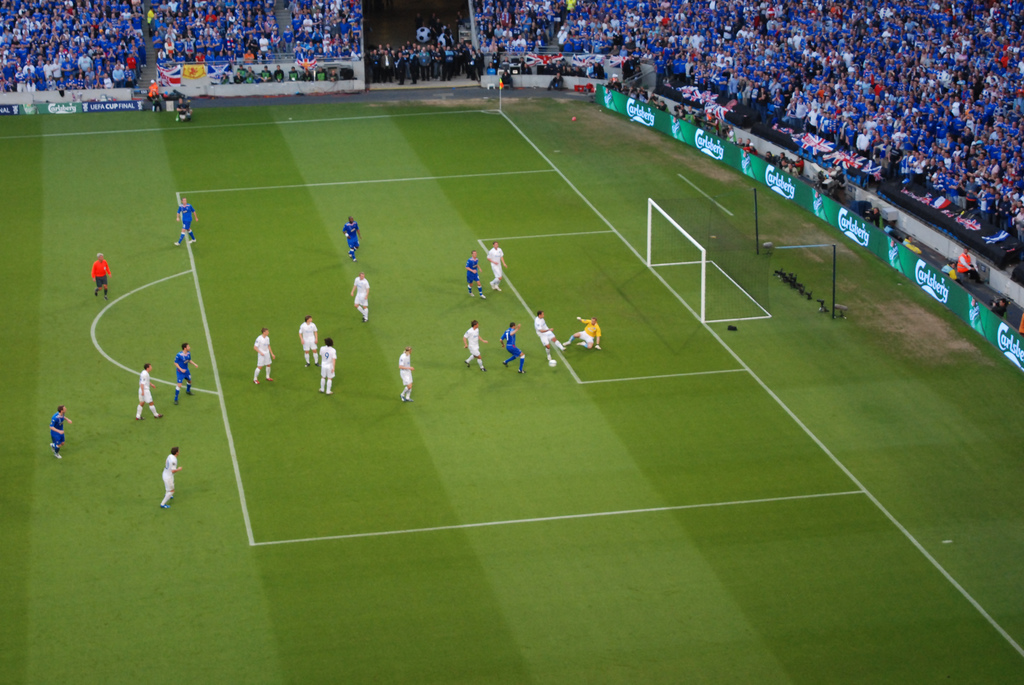
Suprafața de pedeapsă este zona dreptunghiulară mare marcată („careul mare”). Dreptunghiul mai mic din interiorul acesteia este suprafața de poartă („careul mic”) (aici, portarul în tricou galben este singurul jucător din zona porții). Arcul de pedeapsă este linia curbă adiacentă „vârfului” suprafeței de pedeapsă (aici, arbitrul în tricou roșu se află lângă arc).

Două forme dreptunghiulare sunt marcate pe teren în fața fiecărei porți.
Suprafața de poartă (denumită colocvial „careul mic”) este dreptunghiul format de linia porții, de două linii care pornesc de la linia porții la 5,49 metri de stâlpii porții și se întind la 5,49 metri pe teren de la linia porții, precum și de linia care le unește, adică este un dreptunghi de 5,49 metri pe 18,29 metri. Auturile pe poartă și loviturile libere ale echipei care se apără pot fi executate de oriunde în această zonă. Legile de joc ale FIFA stipulează că: „Toate loviturile libere se execută de la locul unde a avut loc infracțiunea, cu excepția: loviturile libere indirecte acordate echipei în atac pentru o infracțiune în interiorul careului advers se execută din cel mai apropiat punct de pe linia suprafeței porții care este paralelă cu linia porții, iar loviturile libere acordate echipei în apărare în propriul careu pot fi executate de oriunde din acest careu.”
Suprafața de pedeapsă (denumită colocvial „careul mare” sau doar „careu”) este formată în mod similar din linia porții și liniile care pornesc de la aceasta, dar liniile sale încep la 16,46 metri de stâlpii porții și se întind la 16,46 metri în interiorul terenului, adică este un dreptunghi de 40,23 metri pe 16,46 metri. Această zonă are mai multe funcții, cea mai importantă fiind aceea de a indica locul în care portarul își poate folosi mâinile pentru a controla mingea și locul în care un fault al unui apărător, pedepsit de altfel cu o lovitură liberă directă, devine pedepsit acum cu o lovitură de pedeapsă (penalti). Până în 1902, atât suprafața porții, cât și suprafața de pedeapsă erau formate din semicercuri.
Punctul de pedeapsă (în limba română, colocvial „punctul cu var” sau simplu „11 metri”) se află la 10,97 metri în fața centrului porții: acesta este punctul din care se execută loviturile de pedeapsă.
Arcul de pedeapsă este marcat de la marginea exterioară a suprafeței de pedeapsă, la 9,14 metri de punctul de pedeapsă; acesta, împreună cu suprafața de pedeapsă, marchează o zonă de excludere pentru toți jucătorii, cu excepția executantului loviturii de pedeapsă și a portarului apărător în timpul unei lovituri de pedeapsă.

## Alte marcaje
Cercul central este marcat la 9,14 metri de la punctul de centru. Similar cu arcul de pedeapsă, acesta indică distanța minimă pe care jucătorii adverși trebuie să o păstreze la lovitura de începere; mingea însăși este plasată pe punctul de centru. În timpul loviturilor de departajare, toți jucătorii, cu excepția celor doi portari și a celui care execută lovitura, trebuie să rămână în interiorul acestui cerc.
Linia mediană sau Linia de mijloc împarte terenul în două. Jumătatea pe care o apără o echipă este denumită în mod obișnuit jumătatea sa. Jucătorii trebuie să se afle în propria jumătate la lovitura de începere și nu pot fi sancționați pentru ofsaid în propria jumătate. Intersecțiile dintre linia de mijloc și liniile de margine pot fi indicate cu steaguri, la fel ca cele care marchează colțurile - legile consideră acest lucru ca fiind o caracteristică opțională și, drept urmare, este foarte rar spre mai deloc întâlnită.
Arcele din colțuri indică zona (în limita a 0,91 metri de colț) în care trebuie plasată mingea pentru loviturile de colț; jucătorii adversari trebuie să se afle la 9,14 metri distanță în timpul unui corner și pot exista linii opționale în afara terenului la 9,14 metri distanță de arcul de colț pe liniile de poartă și de margine pentru a ajuta la măsurarea acestor distanțe. La fiecare colț al terenului de joc se află un steag pe un suport neascuțit la partea superioară cu o înălțime de cel puțin 1,50 m de la suprafața terenului de joc.

## Suprafață
Iarba este suprafața normală de joc, deși gazonul artificial poate fi folosit uneori, în special în locurile în care întreținerea ierbii poate fi dificilă din cauza vremii nefavorabile. Acestea pot include zone foarte umede, unde iarba se deteriorează rapid; zone foarte uscate, unde iarba moare; și zone în care gazonul este folosit intens. Terenurile cu gazon artificial sunt, de asemenea, din ce în ce mai frecvente în țările nordice, din cauza cantității ridicate de zăpadă din lunile de iarnă. Presiunea exercitată asupra terenurilor de iarbă de clima rece și de deszăpezirea ulterioară a necesitat instalarea de gazon artificial pe stadioanele multor cluburi de top din Norvegia, Suedia și Finlanda. Cele mai recente suprafețe artificiale folosesc firimituri de cauciuc, spre deosebire de sistemul anterior de umplere cu nisip. Unele ligi și asociații de fotbal au interzis în mod expres suprafețele artificiale din cauza preocupărilor legate de accidentări și cer ca stadioanele de acasă ale echipelor să aibă suprafețe de iarbă. Toate gazoanele artificiale trebuie să fie verzi și să îndeplinească, de asemenea, cerințele specificate în Conceptul de calitate FIFA pentru gazoanele de fotbal.

## Legături externe
- Dimensiunile terenului de fotbal ar putea fi schimbate!, gsp.ro